# Stachys glutinosa
La betonica fetida (Stachys glutinosa, L. 1753) è una pianta suffruticosa della famiglia delle Lamiaceae. La specie è un endemismo sardo-corso-tirrenico.

## Caratteri botanici

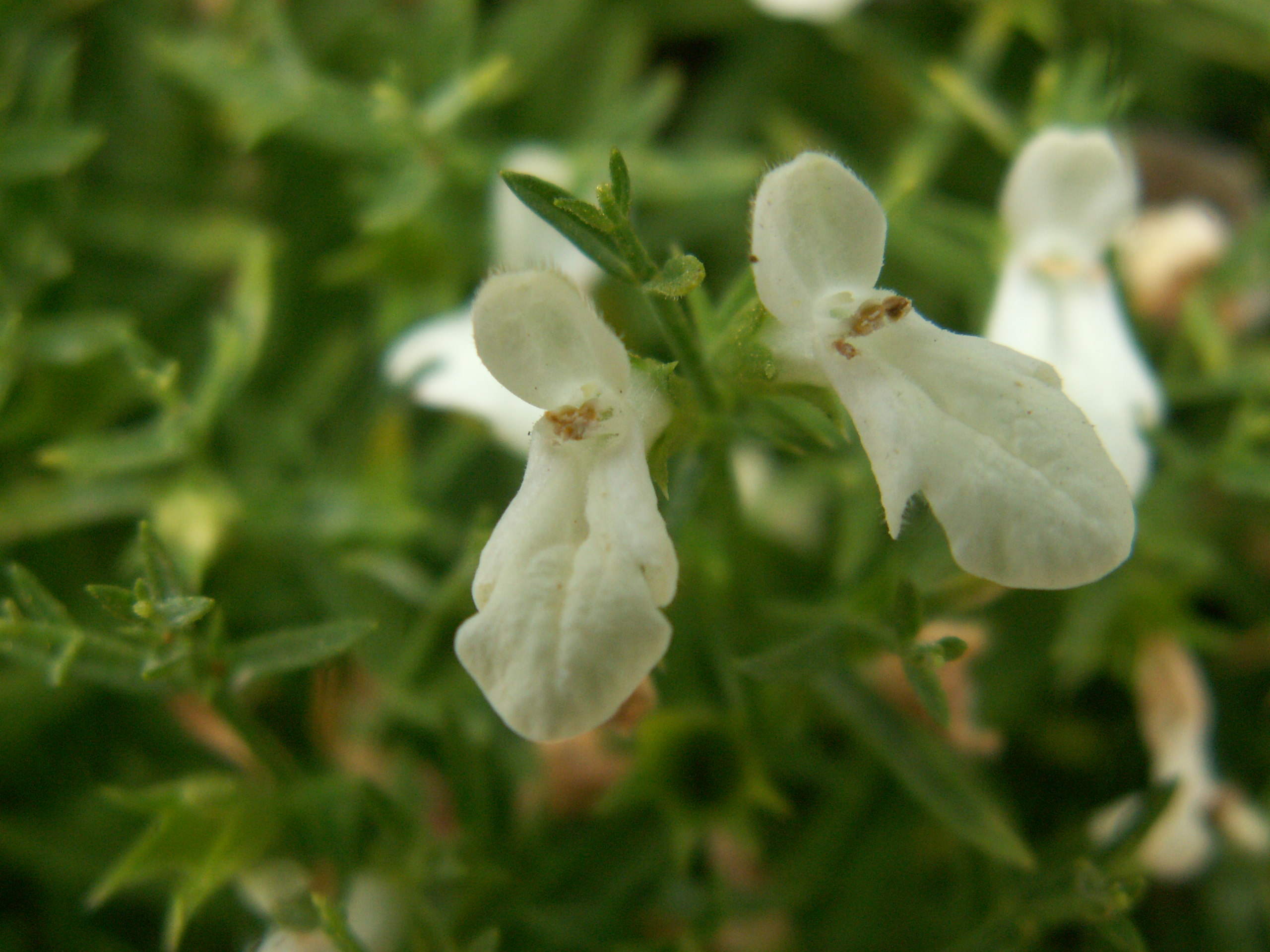
Fiori

La pianta è un frutice legnoso alla base e densamente ramificato, formante un cespuglio semisferico alto fino a 50 cm o più raramente fino a 90 cm; i rami degli anni precedenti persistono secchi per alcuni anni conferendo alla pianta un aspetto spinescente. I rami dell'anno sono tetragoni. Emana un aroma penetrante, che in genere è ritenuto sgradevole (da cui l'aggettivo "fetida" associato al nome comune).
Le foglie sono opposte e sessili, con lamina lineare-lanceolata o lineare-spatolata, lunga circa 4 cm e larghe pochi millimetri e con margine crenato o increspato. La pagina superiore è glabra, quella inferiore porta peli, di cui una parte glandolosi.
I fiori sono riuniti in verticillastri terminali lunghi alcuni cm, con 1-2 fiori per verticillo associati a foglie lineari o lineari-lanceolate. Ogni fiore è portato da un pedicello di alcuni millimetri di lunghezza, con calice preceduto da due bratteole lineari. Il calice tubuloso e quasi regolare, terminante con 5 denti acuti; complessivamente è lungo circa un centimetro, con denti di 3–4 mm. La corolla è zigomorfa e gamopetala, tipica delle Lamiacee, lunga complessivamente da 1-1,5 cm; il labbro inferiore è nettamente più lungo di quello superiore ed è trilobato, con un lobo mediano espanso e due laterali più brevi. La corolla è pubescente, di colore bianco o roseo o violetto chiaro; il labbro inferiore può essere venato di violetto. Stami 4, con filamenti inseriti sulla corolla; ovario bicarpellare, supero, con stilo inserito fra i carpelli.
Il frutto è un tetrachenio. Ha una fioritura lunga e scalare che si protrae dalla primavera fino all'autunno.

## Ecobotanica
La betonica fetida è una pianta xerofita. Per la sua frugalità si adatta benissimo a suoli degradati, aridi e soleggiati, anche battuti dal forte vento. Non mostra particolari esigenze pedologiche, perciò si adatta bene ai suoli a matrice silicea o calcarea. Essendo una pianta eliofila, non tollera l'ombreggiamento perciò la sua presenza è sporadica nella macchia alta e nella foresta; si rinviene perciò più facilmente nelle macchie degradate, nell'Oleo-ceratonion, nelle garighe, spesso in pendii rocciosi. Sopporta gli incendi in quanto è in grado di ricacciare con polloni radicali a rapida crescita.
In Sardegna non ci sono limiti di vegetazione in funzione dell'altitudine, perciò vegeta dal livello del mare fino alle garighe montane. In Corsica vegeta dai 300 ai 800 metri di altitudine.

## Fitogeografia

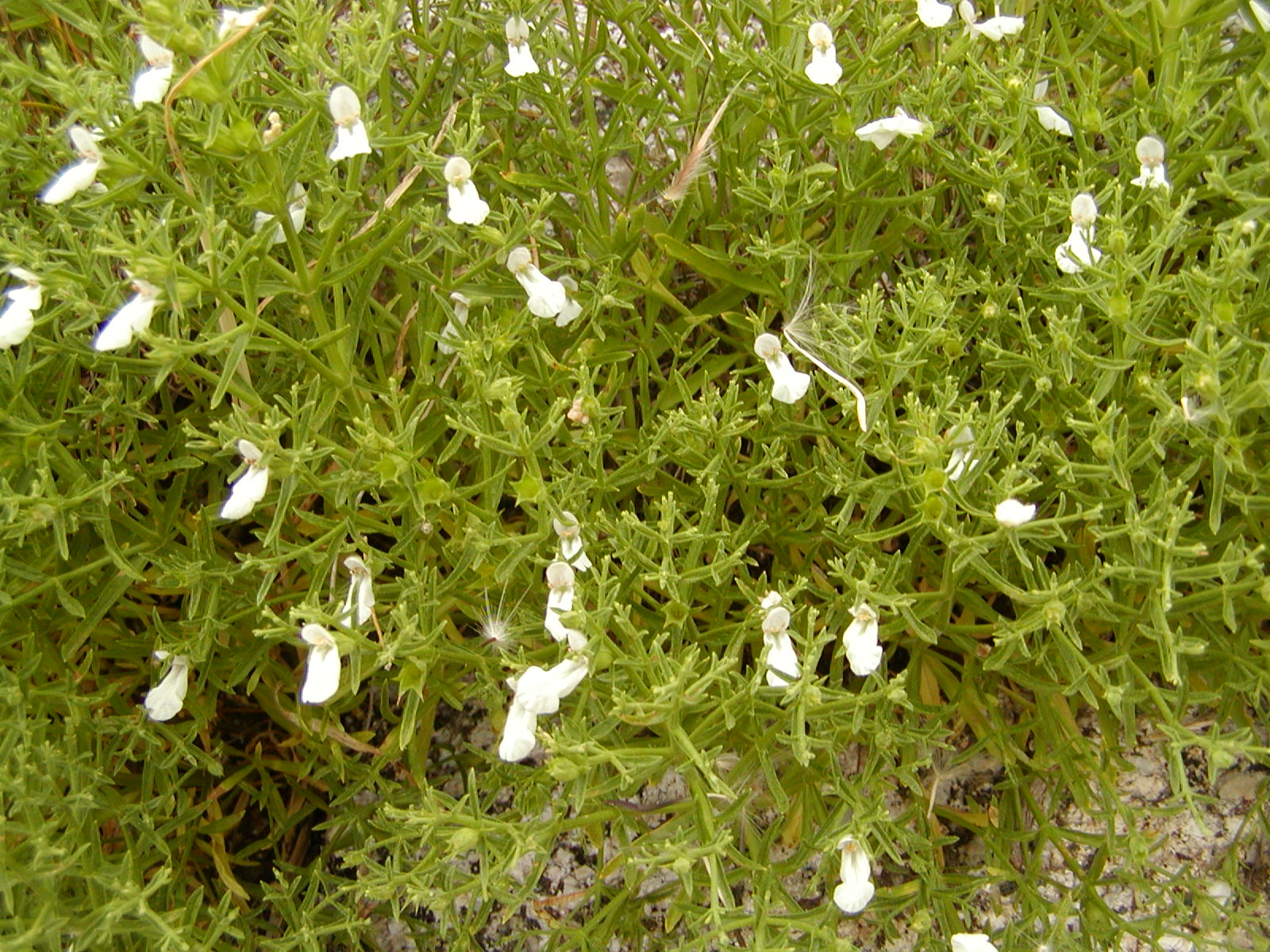
Portamento

Come indicato in apertura, la specie è un endemismo sardo-corso-tirrenico, in quanto vegeta in Sardegna (e relative isole minori), Corsica e isola di Capraia.
Secondo il Pignatti farebbe parte di un raggruppamento di dieci specie, nell'ambito della famiglia delle Lamiaceae, accomunate dal portamento arbustivo-spinoso. Le altre specie, di cui altre due appartenenti al genere Stachys, sono presenti rispettivamente nell'isola di Creta, in Grecia, nella regione del Caucaso e nell'Asia occidentale (dall'Iran alla Turchia). La betonica fetida sarebbe pertanto l'unica specie di questo raggruppamento presente nel bacino centrale e occidentale del Mediterraneo.
Un'altra singolarità, citata dallo stesso autore, è la frequente associazione, nei crinali battuti dal vento, della betonica fetida con l'Astragalus sirinicus, che presenta analogie con altri astragali orientali. Secondo l'autore questa fitocenosi sarebbe da considerare come una flora relitta originatasi prima delle glaciazioni e, quindi, anteriormente al Pleistocene. La sopravvivenza di questa flora nell'attuale areale sarebbe da attribuirsi alle condizioni climatiche e di isolamento instauratesi con il ritiro delle glaciazioni.

## Curiosità
La betonica fetida si usava in passato come repellente appendendola in mazzi nei pollai per allontanare i Mallofagi (pidocchi delle galline).
Nella tradizione popolare sarda la betonica fetida era usata, con altre specie aromatiche della macchia o della gariga, per abbrustolire i maiali macellati (abbruschiadura), operazione effettuata per bruciare le setole e aromatizzare la cotenna.